# Perrysville (Ohio)
Perrysville è un villaggio degli Stati Uniti d'America, situato nello stato dell'Ohio, nella contea di Ashland.